# Ocotea robertsoniae
Ocotea robertsoniae là một loài thực vật thuộc họ Lauraceae. Đây là loài đặc hữu của Jamaica.